# Аделфија
Аделфија (итал. Adelfia) је насеље у Италији у округу Бари, региону Апулија.
Према процени из 2011. у насељу је живело 16756 становника. Насеље се налази на надморској висини од 151 м.

## Становништво
Према резултатима пописа становништва 2011. у општини је живело 17.101 становника.
| 1931. | 1936. | 1951.  | 1961. | 1971.  | 1981.  | 1991.  | 2001.  | 2011.  |
| ----- | ----- | ------ | ----- | ------ | ------ | ------ | ------ | ------ |
| 8.852 | 9.108 | 10.066 | 9.535 | 10.034 | 10.931 | 14.779 | 16.245 | 17.101 |